# Ranunculus morii
Ranunculus morii là một loài thực vật có hoa trong họ Mao lương. Loài này được (Yamam.) Ohwi miêu tả khoa học đầu tiên năm 1936.